# انیگما (فیلم ۱۹۸۳)
«انیگما» (انگلیسی: Enigma (1983 film)) یک فیلم به کارگردانی جین‌نات وارک است که در سال ۱۹۸۳ منتشر شد.

## بازیگران
- مارتین شین
- سام نیل
- بریژیت فوسی
- درک جاکوبی
- مایکل لنسدال
- میشل اوکلر
- وارن کلارک
- مایکل ویلیامز
- کوین مک‌نالی
- فرانک فینلی
- ورنون دوبتچف
- لیلیان روور